# Parenterale voeding
Parenterale voeding, ofwel totale parenterale voeding (TPV) is een manier van toediening van voedingsstoffen aan een patiënt langs een andere weg dan het maag-darmstelsel. Meestal gebeurt dit door middel van een katheter in een ader. In sommige gevallen wordt bij langdurige toepassing gebruikgemaakt van een shunt die ook wel bij nierdialyse wordt toegepast. Het gebruik van een antistollingsmiddel is in dat geval noodzaak.

## Voeding en procedure
Er wordt onderscheid gemaakt tussen kortdurende en langdurige katheterisatie. Dit is van belang omdat voor de korte termijn gebruik wordt gemaakt van een isotone vetoplossing die door middel van een katheter in een perifere ader wordt gebracht. Moet er langere tijd parenterale voeding gegeven worden dan wordt gebruikgemaakt van een glucoseoplossing. Omdat deze oplossing hypertoon is kan deze niet perifeer worden toegediend. Het bloedvat waarin de katheter is geplaatst zou daar op reageren door sterk samen te trekken. Daarom moet de glucoseoplossing worden toegediend in een grote centrale vene, bij voorkeur de  bovenste holle ader. De plaatsing van de katheter is in dat geval een operatieve ingreep.

## Complicaties
Bij het geven van parenterale voeding kunnen ernstige complicaties optreden. Deze kunnen worden onderverdeeld in drie groepen:
- Mechanisch: 
  - De katheter kan losschieten waardoor een luchtembolie ontstaat.
  - Een perforatie van de vaatwand kan optreden met als mogelijke gevolgen pneumothorax (klaplong), hemothorax (bloed in de thoraxholte).
  - Katheter gerelateerde trombose, met als mogelijk gevolg een trombo-embolie.
- Stofwisseling|Metabool: 
  - Er kan door het toedienen van grote hoeveelheden vocht een teveel in de bloedbaan ontstaan (hypervolemie) met als mogelijk gevolg hartfalen, leverstuwing en/of ascites.
  - Er kan een teveel aan glucose ontstaan met als mogelijk gevolg aritmie, andere cardiopulmonale dysfunctie of neurologische symptomen.
  - Op de lange termijn kan er ook sprake zijn van gal-klontering, al dan niet in combinatie met het vormen van galstenen.
  - Patiënten, die langdurig parenteraal gevoed worden, kunnen last krijgen van osteoporose. Veranderingen in de botstructuur ontstaan significant vaker bij patiënten met de ziekte van Crohn en bij patiënten die langer dan zes maanden parenteraal gevoed worden.
- Infectieus: 
  - Kathetersepsis: een grote hoeveelheid bacteriën in het bloed met systemische ontstekingsverschijnselen als gevolg. Soms kan dit behandeld worden zonder dat de katheter verwijderd wordt, in andere gevallen is het noodzakelijk de katheter te verwijderen.